# پیستشنا (ناحیه فریدک-میستک)
پیستشنا (به چکی: Písečná) یک منطقهٔ مسکونی در جمهوری چک است که در ناحیه فریدک-میستک واقع شده‌است. پیستشنا ۲٫۳۶ کیلومتر مربع مساحت و ۹۲۴ نفر جمعیت دارد و ۴۹۳ متر بالاتر از سطح دریا واقع شده‌است.